# ×
×は、記号の一つ。読み方は「かける」「かけ」「ばつ」「ぺけ」「たすきじるし」「ばってん」「ちょめ」「クロス」「バイ」など。また、発音や転写をしない場合もある。読み物等を音読する上では「スラー」と読むこともある。
代用として、ラテン文字の「x」や「X」が使われることもある。例えば、寸法表記の「100 cm x 100 cm」など。こちらはASCIIコードでも利用できるというメリットがあり、特に英語圏の電子文書（プレーンテキスト）などで広く代用されている。
形が似た記号に「✗」（ballot X, X mark, cross）があるが、日本語では「×」と「✗」を使い分けず共に「×」を使うことが多い。フォントによっては、両者の字形に違いがなく、ballot Xも左右対称な字形になっていることがある。
文字実体参照は「&times;」。TeXでは「\times」。timesは掛け算の「掛ける」を意味する英語である。

## 乗算記号
「かける」と読むが、複数の乗算を区別する必要があるときは「クロス」と読む。
この記号の起源は聖アンデレの斜め十字架であるとされ、乗法の記号としてこの記号が使われだしたのは17世紀に入ってからであり、最初に使ったのはウィリアム・オートレッドの著書『数学の鍵』(1648年)だった。ただし、ヨーロッパではあまり普及せず、ライプニッツが使用した「∙」が一般的である。日本でも中等数学以降では「∙」も使われる。
- ベクトルのクロス積（外積）。ドット積（内積）には「∙」を使う。
- 集合の直積。共通部分には「∩」を使う。
- 縦×横、幅×高さ、幅×高さ×奥行き、縦×横×高さなどで、寸法を表す。
- ×30 は30倍の拡大図や、等式の両辺を30倍する等式変形を表す。30× は30倍の倍率を持つレンズを表す。

コンピュータプログラミングの分野では、ASCIIコードでも利用可能なアスタリスク（*）が乗算記号として使用されることが多い。

## バツ印

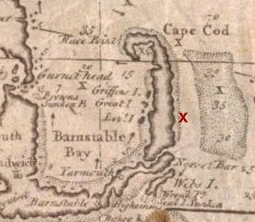
海賊サミュエル・ベラミーの海賊船ウィダー号の沈没した位置を示すバツ印

日本では否定的な意味としてバツ印が使用される。この場合は「バツ」「ペケ」と読む。逆の意味の記号は「○」（まる）。
- 不正解、誤り、不可、否定、無し、取り消し。
- 公営競技の予想では、穴（勝つ可能性があると見られている中では最も見込みが薄い、選手や競走馬などの競技対象）を表す。

文字の出現以前、古墳時代の土器や埴輪にも×の印は見られ、「〆」（しめ）と同様に封印の意味があったと考えられている。
平安時代以後、×は「阿也都古（アヤツコ）」と呼ばれた。アヤツコには異界とこの世の行き来を禁止する意味があり、初めて外出する乳幼児の額に書く、葬儀の際に死者の胸に書くなど魔除けの記号、呪符として用いられた。「凶」「胸」「兇」などの漢字はアヤツコの系列の字である。
なお、「言海」では、「ペケ」の由来は外来語の訛りとされている。「不可」の中国語読みからという説も唱えられている。
韓国では正解と不正解にそれぞれ○と×の記号が使われることがあるが、日本とは異なりマルやバツに相当する読み方はされず、アルファベットのオーとエックスを模して「OX（오엑스）」と読まれる。
欧米では否定的な意味として、「✗」あるいは「○」を使う。逆に、肯定的な意味を示す記号は「✓」である。ただし、欧米でも肯定/否定（OK/キャンセルあるいはYes/No）の意味でチェックマークとバツ印の組み合わせがアイコンとして使われることもあり、しばしば tick and cross と呼ばれる。ただし、Xは表などで該当の意味としてしばしば使われるので、必ずしも否定とは限らない。
また多くのウィンドウシステムのソフトウェアではウィンドウを閉じる（終了させる）ボタンとして×の記号が使われている。

## カップリング
カップリング。原則として「雄×雌」「男性×女性」の形で表す。
「かける」、「クロス」などと読む。
- 結婚、交配。
- 雑種。たとえばDianthus caryophyllus × Dianthus plumariusは、Dianthus caryophyllusの雄とDianthus plumariusの雌の雑種という意味。またこの雑種の場合、雑種自体にも学名が付いており、Dianthus ×allwoodiiとも表せる。
- カップリング (同人)。たとえば「太郎×花子」は太郎と花子がカップルとなる物語。「（攻め）×（受け）」として書かれることもある。
- 共著、コラボレーションなどを表すことがある。

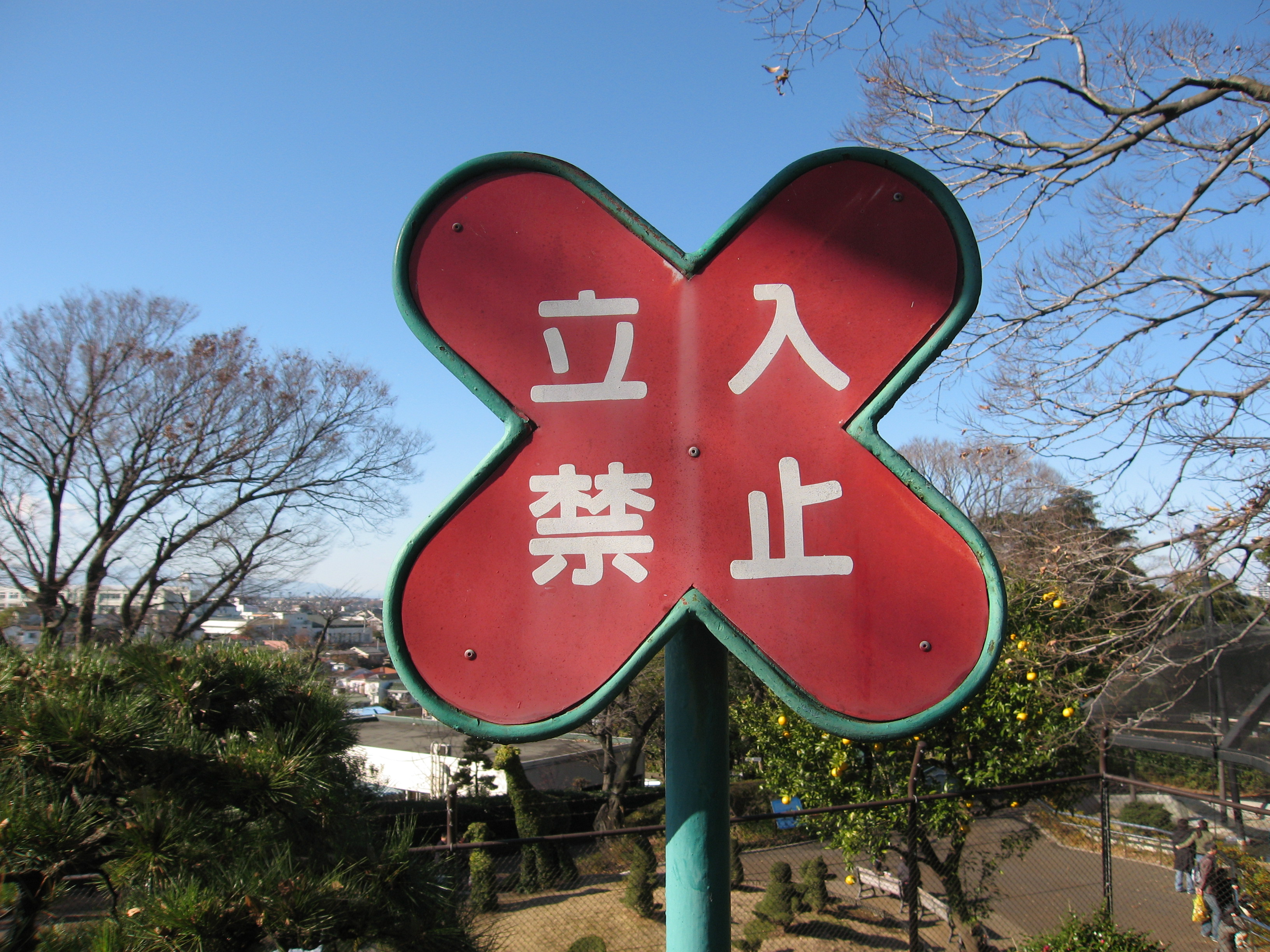
野毛山公園（柳宗理のデザイン）

バッテンマスク

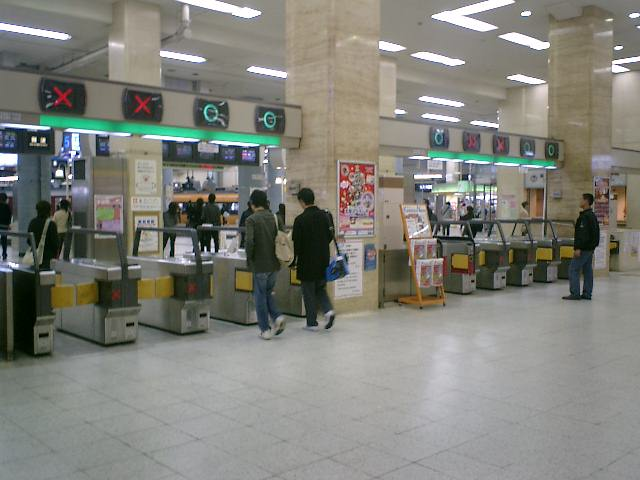
自動改札機の○×

## その他の用法

### 記号
- 対戦カードを表す。「○○×△△」で「○○対△△」の意味になる。
- 野球やソフトボールなどでは、最終回の裏、3アウトになる前に、試合が終了した場合に、スコアボードの最終回裏部分にこの記号を書く。ただし本来は、「最後まで試合を続ければ何点入ったかわからない」ということから、「未知数」を表す「X」（エックス）である。
- ボウリングのストライク（予備球を使わずに全てのピンを倒すこと） - 本来はエックスであるが、バツが使われることが多い。蝶やボウタイのように表示される場合もあるが装飾である。
- 伏字。「○」「●」「△」「□」などと同じだが、「×」を使ったときに限り「チョメ」「チョメチョメ（複数文字の場合）」と読むことがある[7]。また、X指定（XX指定、XXX指定）との連想からか、性的な意味あいを持つことがある。
- 図表中の1点を示すのに使う。他の記号も使われるが、「○」等では中心が目立たず、「+」では格子線などに紛れやすい。
- 地図上の目的地など。いわゆる「宝の地図」では、宝物が隠してある場所を示す。
- 申請書類やアンケートなどの選択肢において、該当項目のチェックボックスに「×」を書く（本来は「✗」）。「✓」や「／」や塗りつぶしと同じ。かつてはGUI要素のチェックボックスにも「×」が使われていた[8]。
- カレンダーなどで、済・終了した日を上から消す際に使う。
- 俗語として、同じ言葉を複数回繰り返すことを「 - ×n」のように略記することがある。例えばモーニング娘。の「LOVEマシーン」の歌詞「♪日本の未来は（Wow×4）」の「Wow×4」の部分は「Wow wow wow wow」と発音する。なお冪乗の表記で同様の意味を表すこともある（『めちゃ2イケてるッ!』など）。
- 家紋では「筋違紋（すじかいもん）」という。
- 特捜戦隊デカレンジャーで、有罪（デリート許可）を表す。
- SCE→SIEのゲーム機・PlayStationのコントローラのボタンの一つ。PS4までは動作の役割は文化圏によって異なり、日本ではキャンセルボタンだが、欧米では決定ボタンとして使われた。PS5では決定ボタンに統一。
- 違法薬物MDMAの俗称。

### ×を含む言葉

#### 無発音、無転写
- ×××HOLiC - 日本のCLAMPの漫画作品。
- S×L (お笑いコンビ) - お笑いコンビの旧名称。
- SPY×FAMILY - 日本の漫画作品。
- アウト×デラックス - テレビ番組。

#### バイ
- 2×4工法 - 木造建築の構法。
- 4×4 - 四輪駆動を意味する言葉。
- S×L - 日本の住宅販売会社の旧商標。

#### ペケ
- × ―ペケ― - 新井理恵の4コマ漫画作品。

#### バッテン
- ×ジャパリ団 - けものフレンズの声優ユニット。

## 符号位置
| 記号 | Unicode | JIS X 0213 | 文字参照              | 名称                         |
| ---- | ------- | ---------- | --------------------- | ---------------------------- |
| ×    | U+00D7  | 1-1-63     | &times; &#xD7; &#215; | 乗算記号 MULTIPLICATION SIGN |
| ✕    | U+2715  | -          | &#x2715; &#10005;     | MULTIPLICATION X             |
| ✖    | U+2716  | -          | &#x2716; &#10006;     | HEAVY MULTIPLICATION X       |
| ✗    | U+2717  | -          | &#x2717; &#10007;     | BALLOT X                     |
| ✘    | U+2718  | -          | &#x2718; &#10008;     | HEAVY BALLOT X               |
| ❌   | U+274C  | -          | &#x274C; &#10060;     | CROSS MARK                   |
| ❎   | U+274E  | -          | &#x274E; &#10062;     | NEGATIVE SQUARED CROSS MARK  |